# 生前
| ウィキペディアには「生前」という見出しの百科事典記事はありません（タイトルに「生前」を含むページの一覧/「生前」で始まるページの一覧）。 代わりにウィクショナリーのページ「生前」が役に立つかもしれません。 |